# Gent–Wevelgem / Kattekoers–Ieper
Gent–Wevelgem / Kattekoers–Ieper ist ein Straßenradrennen für U23-Männer in Belgien.

## Geschichte
1935 wurde durch den Radsportverein Ypern ein Radrennen für Junioren ins Leben gerufen. Die Strecke führte von Gent über Brügge nach Ypern, was zu dem Namen trois villes de beffroi führte. Nach dem 2. Weltkrieg wurde der Wettbewerb zu einem Amateurrennen, seit 1949 fand es unter dem Namen Kattekoers (Katzenrennen) statt. 2011 bis 2015 wurde das Kattekoers für Profis geöffnet und war Teil der UCI Europe Tour in der Kategorie 1.2.
2016 wurde das Kattekoers auf die U23 beschränkt und mit Gent-Wevelgem verknüpft. Dazu wurde das Rennen auf den Tag und eine verkürzte Strecke des Profirennens verlegt. Seitdem findet das Rennen unter der Bezeichnung Gent–Wevelgem / Kattekoers–Ieper statt und ist Teil des UCI Nations’ Cup U23.
Der Name des Rennens geht auf den Kattenstoet zurück, ein Fest in Ypern, bei dem traditionell Katzen vom Turm der Tuchhallen geworfen wurden.

## Palmarès
| Jahr                           | Sieger                  | Zweiter                  | Dritter                 |
| ------------------------------ | ----------------------- | ------------------------ | ----------------------- |
| 1934                           | Alfons Ghesquière       |                          |                         |
| 1935                           | Philémon De Meersman    |                          |                         |
| 1936                           | Marcel Meerenhout       |                          |                         |
| 1937                           | Marcel Kint             |                          |                         |
| 1938                           | Aloïs Delchambre        | André Declerck           | Roger Cnockaert         |
| 1939                           | Leon Kint               | André Declerck           | Georges De Cnock        |
| 1946                           | Leopold Verhaegen       | Marcel Dierkens          | Tr. Delaere             |
| 1947                           | Omer Porte              | Marcel De Mulder         | Maurice Blomme          |
| 1948                           | Gérard Deschacht        | Roger Decock             | Alfons Van den Brande   |
| 1949                           | Maurice Joye            | Alois Vansteenkiste      | Roger Derous            |
| 1950                           | Gentiel Vermeersch      | Joseph Van Coillie       | Roger Vuylsteke         |
| 1951                           | André Noyelle           | Gilbert Desmet           | Georges De Cnock        |
| 1952                           | Jozef Parmentier        | Lucien Victor            | Daan de Groot           |
| 1953                           | Albert Eloot            | Gaston Rebry junior      | Raphaël Ghisquière      |
| 1954                           | Emiel Van Cauter        | Norbert Kerckhove        | Piet van der Lijke      |
| 1955                           | Joseph Verhelst         | Gabriel Borra            | Julien Schepens         |
| 1956                           | Piet de Jongh           | René Pavard              | Jan Groot               |
| 1957                           | René Muylle             | Ab Geldermans            | Coen Niesten            |
| 1959                           | Willy Vanden Broeck     | Louis Van Huyck          | Valere Schmidt          |
| 1960                           | Robert Lelangue         | Eric Callens             | Albert Sluis            |
| 1961                           | Gilbert Lingier         | André De Bal             | André Durnez            |
| 1962                           | Willy Stevens           | Louis Baudeweijns        | Robert D'Hert           |
| 1963                           | Joseph Spruyt           | Jozef Timmerman          | Desire Van De Voorde    |
| 1964                           | Herman Van Loo          | Jean Monteyne            | Jan Fransen             |
| 1965                           | Noël Van Clooster       | Gérard David             | André Planckaert        |
| 1966                           | Leo Van Dam             | André Poppe              | Jozef Leonard           |
| 1967                           | Jos Van Mechelen        | Eric Leman               | Jean-Marie Sohier       |
| 1968                           | Georges Claes           | Joseph Schoeters         | Noël Van Tyghem         |
| 1969                           | Emile Cambré            | Roland Callewaert        | Eddy Voet               |
| 1970                           | Ludo Van Der Linden     | Willy Van Mechelen       | Frans Verhaegen         |
| 1971                           | Theo Dockx              | Daniel Moenaert          | René Dillen             |
| 1972                           | José Vanackere          | Gerry Catteeuw           | Ludo Delcroix           |
| 1973                           | René Dillen             | Erik Van Lent            | Marcel Laurens          |
| 1974                           | Florimond Van Hooydonck | Willem Peeters           | André Liekens           |
| 1975                           | Franky De Gendt         | Léo Van Thielen          | Emiel Gysemans          |
| 1976                           | Paul Clinckart          | Eddy Vanhaerens          | Pieter Verhaeghe        |
| 1977                           | Alfons De Wolf          | Dirk Heirweg             | Eric Thoelen            |
| 1978                           | Walter Schoonjans       | Alfons De Wolf           | Daniel Willems          |
| 1979                           | Eddy Planckaert         | Etienne De Wilde         | Werner Devos            |
| 1980                           | Eddy Planckaert         | Patrick Vermeulen        | Jan Jonkers             |
| 1981                           | Jozef Lieckens          | Marc Sergeant            | Luc Meersman            |
| 1982                           | Rudy Delehouzée         | Hans D'Haese             | Jan Blomme              |
| 1983                           | Frank Verleyen          | Marc Van Laer            | Stefan Aerts            |
| 1984                           | Patrick Verplancke      | Edwin Bafcop             | Rudy De Keyzer          |
| 1985                           | Patrick Verplancke      | Jan Goessens             | Willy Willems           |
| 1986                           | Walter Van Den Branden  | Frank Francken           | Frank Vanderhaegen      |
| 1987                           | Johnny Dauwe            | Johan Devos              | Koen Vekemans           |
| 1988                           | Patrick Hendrickx       | Sammie Moreels           | Jan Mattheus            |
| 1989                           | Johan Jeurissen         | Reginald Vandamme        | Harry Lodge             |
| 1990                           | Claude De Bodt          | Didier Priem             | Peter Farazijn          |
| 1991                           | Daniel Verelst          | Dominique Kindts         | Hans De Clercq          |
| 1992                           | Niko Eeckhout           | Stefan Sels              | Hans De Clercq          |
| 1993                           | Stefaan Vermeersch      | Rufin De Smet            | Patrick Kops            |
| 1994                           | Robbie Vandaele         | Danny In 't Ven          | Arvis Piziks            |
| 1995                           | Yvan Segers             | Mario Aerts              | Danny Van Looy          |
| 1996                           | Jurgen Vermeersch       | Juris Silovs             | Dennis Moons            |
| 1997                           | Karel Vereecke          | Marc Lotz                | Yvan Segers             |
| 1998                           | Coen Boerman            | Danny Dierckx            | Koen Scherre            |
| 1999                           | Kevin Hulsmans          | Ronald Mutsaars          | Frédéric Amorison       |
| 2000                           | Bert De Waele           | Marc Vlijm               | Davy Huybrechts         |
| 2001                           | Stefaan Vermeersch      | Koen Das                 | Gert Steegmans          |
| 2002                           | Sean Sullivan           | Stefaan Vermeersch       | Roel Egelmeers          |
| 2003                           | Kenny Lisabeth          | Koen Barbé               | Jurgen Van Den Broeck   |
| 2004                           | Stefaan Vermeersch      | Jurgen Vermeersch        | Claude Pauwels          |
| 2005                           | Frank Van Kuik          | Rik Kavsek               | Kevin Desmedt           |
| 2006                           | Greg Van Avermaet       | Eduard Bogaert           | Nikolas Maes            |
| 2007                           | Sébastien Delfosse      | Kenny Van Der Schueren   | Pieter Vanspeybrouck    |
| 2008                           | Ken Vanmarcke           | Sep Vanmarcke            | Gaëtan Bille            |
| 2009                           | Sander Armée            | Baptiste Planckaert      | Sep Vanmarcke           |
| 2010                           | Frédérique Robert       | Davy De Scheemaeker      | Jens Debusschere        |
| 2011                           | Jonas Van Genechten     | Benjamin Verraes         | Frédéric Amorison       |
| 2012                           | Roy Jans                | Steele Von Hoff          | Marco Minnaard          |
| 2013                           | Jérôme Baugnies         | Alphonse Vermote         | Tom Dernies             |
| 2014                           | Łukasz Wiśniowski       | Gaëtan Bille             | Boris Dron              |
| 2015                           | Baptiste Planckaert     | Joeri Calleeuw           | Nils Politt             |
| UCI Nations’ Cup U23           |                         |                          |                         |
| 2016                           | Mads Pedersen           | Anders Skaarseth         | Gabriel Cullaigh        |
| 2017                           | Jacob Hennessy          | Ian Garrison             | Rasmus Tiller           |
| 2018                           | Žiga Jerman             | Jake Stewart             | Mathieu Burgaudeau      |
| 2019                           | Jonas Rutsch            | Andreas Leknessund       | Jens Reynders           |
| 2020 und 2021 keine Austragung |                         |                          |                         |
| 2022                           | Samuel Watson           | Sebastian Kolze Changizi | Valentin Retailleau     |
| 2023                           | Gil Gelders             | Nicolò Buratti           | Henri Uhlig             |
| 2024                           | Huub Artz               | Rasmus Søjberg Pedersen  | Andrea Raccagni Noviero |